# Mariniersmonument

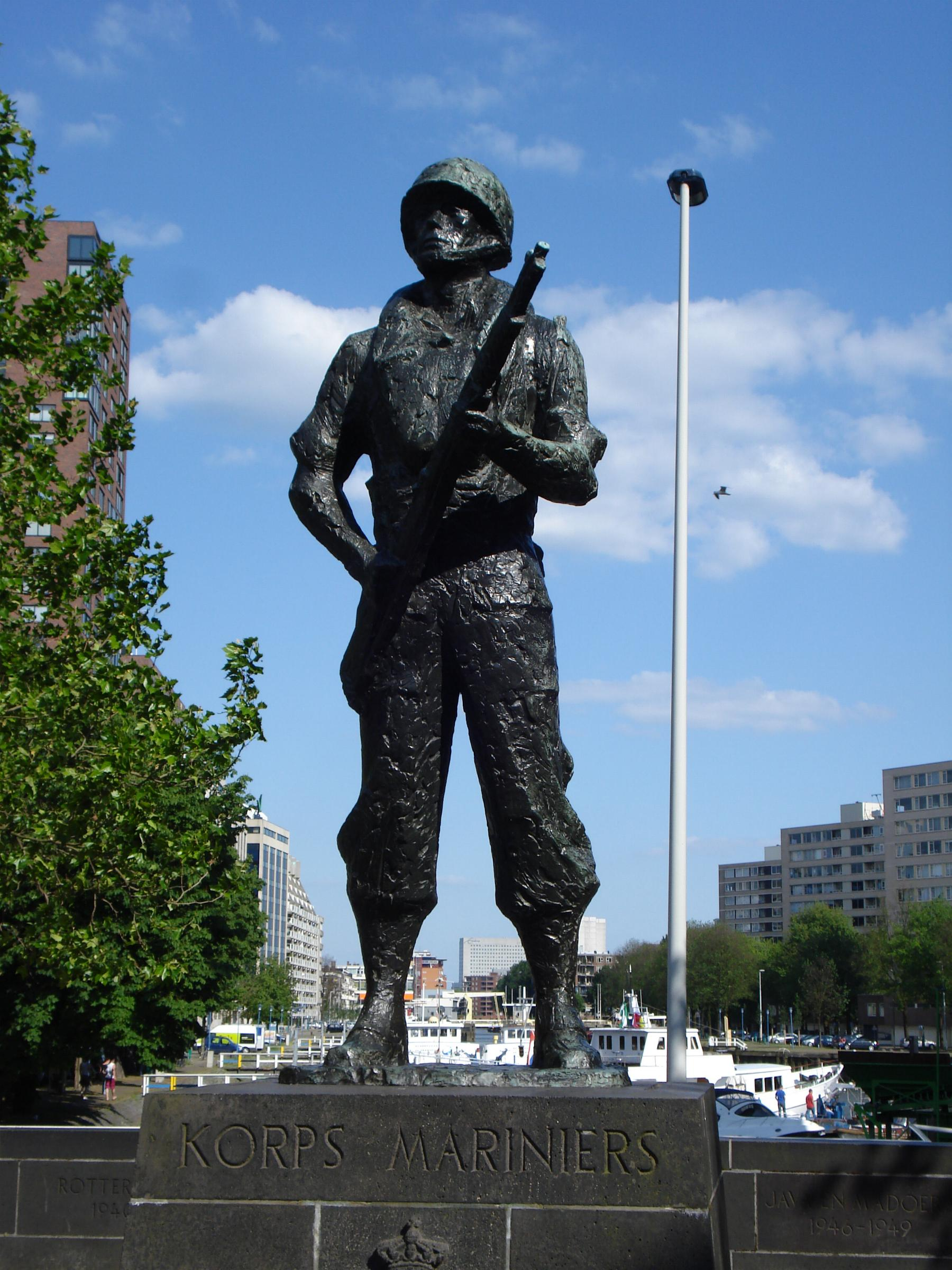
Mariniersmonument Rotterdam

Het Mariniersmonument is een oorlogsmonument aan het Oostplein in Rotterdam. Het herdenkt en dankt de mariniers die in de meidagen van 1940 voor de stad hebben gestreden.
Het monument, een bronzen beeld van een marinier, is gemaakt door Titus Leeser en werd op 5 juli 1963 door Prins Bernhard onthuld. Het staat aan het Oostplein, recht tegenover de plaats van de voormalige marinierskazerne, die in de meidagen van 1940 werd weggebombardeerd. De kazerne was hier van 1869 tot 1940 gevestigd in het voormalig arsenaal van de Admiraliteit van Rotterdam. Boven de nabijgelegen metro-ingang is het bewaarde zijpoortje van de kazerne aangebracht. Op de muur rond het gedenkteken staan ook de andere wapenfeiten uit de geschiedenis van het Korps Mariniers vermeld, zoals de vierdaagse zeeslag bij Chatham in 1666, Nederlands-Indië, Korea, Cambodja en Uruzgan.
Volgens Bram Grisnigt hebben een dertigtal Engelandvaarders bij het Korps Mariniers dienstgedaan. Daarbij waren mariniers die tijdens de meidagen in 1940 betrokken waren bij de verdediging van de Maasbruggen in Rotterdam. Vanuit Engeland werd een aantal Engelandvaarders/mariniers naar de Verenigde Staten gestuurd om samen met 450 Nederlandse mariniers verder te worden opgeleid om later in de oorlog tegen Japan te worden ingezet. Enkelen van hen werden naar Engeland teruggestuurd ter versterking van de Prinses Irene Brigade, die op 8 augustus bij Arromanches landde. 
Voordat de Nederlandse mariniers tegen Japan ingezet werden, capituleerde Japan. De mariniers gingen toen naar Nederlands-Indië.
Bij de viering van het 50-jarig bestaan van het mariniersmonument op 4 juli 2013 was oud-marinier Ben Schierboom (80) aanwezig. Hij stond indertijd model voor het monument. Het jubileum vormde de afsluiting van het (verlengde) jubileumjaar van de Stichting Rotterdam en de Mariniers.